# Brendan Christian
Brendan Christian (Brendan Kyle Akeem Christian; * 11. Dezember 1983 in Saint John’s) ist ein Sprinter aus Antigua und Barbuda.
Bei den Juniorenweltmeisterschaften 2002 in Kingston gewann er Silber über 200 Meter.
2004 erreichte er bei den Olympischen Spielen in Athen über dieselbe Distanz das Viertelfinale.
Bei den Commonwealth Games 2006 in Melbourne schied er über 200 Meter im Halbfinale aus und kam mit dem Quartett aus Antigua und Barbuda auf den fünften Platz in der 4-mal-100-Meter-Staffel.
2007 siegte er bei den Panamerikanischen Spielen in Rio de Janeiro über 200 Meter und gewann Bronze über 100 Meter. Bei den Weltmeisterschaften in Osaka gelangte er über 100 und 200 Meter ins Halbfinale.
2008 schied er bei den Hallenmeisterschaften in Valencia über 60 Meter und bei den Olympischen Spielen in Peking im Halbfinale aus. Auch bei den Weltmeisterschaften 2009 in Berlin und bei den Olympischen Spielen 2012 in London erreichte er über 200 Meter das Halbfinale.

## Persönliche Bestzeiten
- 60 m (Halle): 6,57 s, 10. Februar 2007, Houston
- 100 m: 10,09 s, 27. Juni 2009, Nivelles
- 200 m: 20,12 s, 8. Mai 2008, Fort-de-France
  - Halle: 20,84 s, 14. März 2003, Fayetteville